# Bronstein-Klasse
Die Bronstein-Klasse war eine Klasse von Kriegsschiffen der United States Navy. Die Fregatten wurden Mitte der 1950er Jahre als Antwort auf verbesserte U-Boote der Sowjetunion für die U-Boot-Jagd entwickelt. Sie waren eine der kleinsten hochseetauglichen Kriegsschiffklassen der United States Navy.
Aufgrund des fehlenden Platzes und der damit fehlenden Verbesserungsmöglichkeiten blieb es bei zwei Einheiten der Klasse. Um den Bedarf an zeitgemäß ausgerüsteten Hochseebegleitschiffen zu decken, wurden anschließend die antriebsstärkeren und etwas größeren Schiffe der Garcia-Klasse gebaut.

## Geschichte
Mitte der 50er Jahre zeigte sich, dass die bisherigen U-Jagdwaffen und -schiffe für die Ortung und Bekämpfung der immer schneller und leiser werdenden sowjetischen U-Boote nicht mehr ausreichten. Mit der Entwicklung der ASROC-U-Jagdraketen und der DASH-Drohnen standen zwei neue, schlagkräftige Waffen zur Verfügung, die bei den Bronsteins zum ersten Mal auf leichten Begleitschiffen eingesetzt wurden. Die Schiffe wurden um das neue Bugsonar mit der JETDS-Bezeichnung AN/SQS-26 herum entworfen, das bis zur Einführung des AN/SQR-15-Schleppsonars Mitte der 70er Jahre das Hauptortungssystem blieb. Während des Baus zeichnete sich aber bereits ab, dass Hubschrauber in Zukunft eine wichtige Rolle bei der Bekämpfung von U-Booten spielen würden, die Bronsteins verfügten jedoch nicht über den Raum, einen Helikopter permanent unterzubringen. Hinzu kam, dass sich das große Bugsonar negativ auf die Fahrleistungen auswirkte und die Bronsteins zu langsam für größere U-Jagdverbände waren. Dabei blieb es bei zwei Schiffen, der Bronstein und der McCloy, die 1963 bei Avondale Shipyards fertiggestellt wurden. Sie dienten bis 1990 in der Navy, wurden dann außer Dienst gestellt und 1993 nach Mexiko verkauft, wo sie bis zum Jahr 2017 in Dienst standen.

## Einheiten
| Name                    | Bauwerft          | Kiellegung         | Stapellauf    | Indienststellung | Außerdienststellung | Verbleib                                                           |
| ----------------------- | ----------------- | ------------------ | ------------- | ---------------- | ------------------- | ------------------------------------------------------------------ |
| USS Bronstein (FF-1037) | Avondale Shipyard | 16. Mai 1961       | 31. März 1962 | 16. Juni 1963    | 13. Dezember 1990   | Verkauft an Mexiko, als Hermenegildo Galeana in Dienst (1993–2017) |
| USS McCloy (FF-1038)    | Avondale Shipyard | 15. September 1961 | 9. Juni 1962  | 21. Oktober 1963 | 14. Dezember 1990   | Verkauft an Mexiko, als Nicolás Bravo in Dienst (1993–2017)        |

## Technik

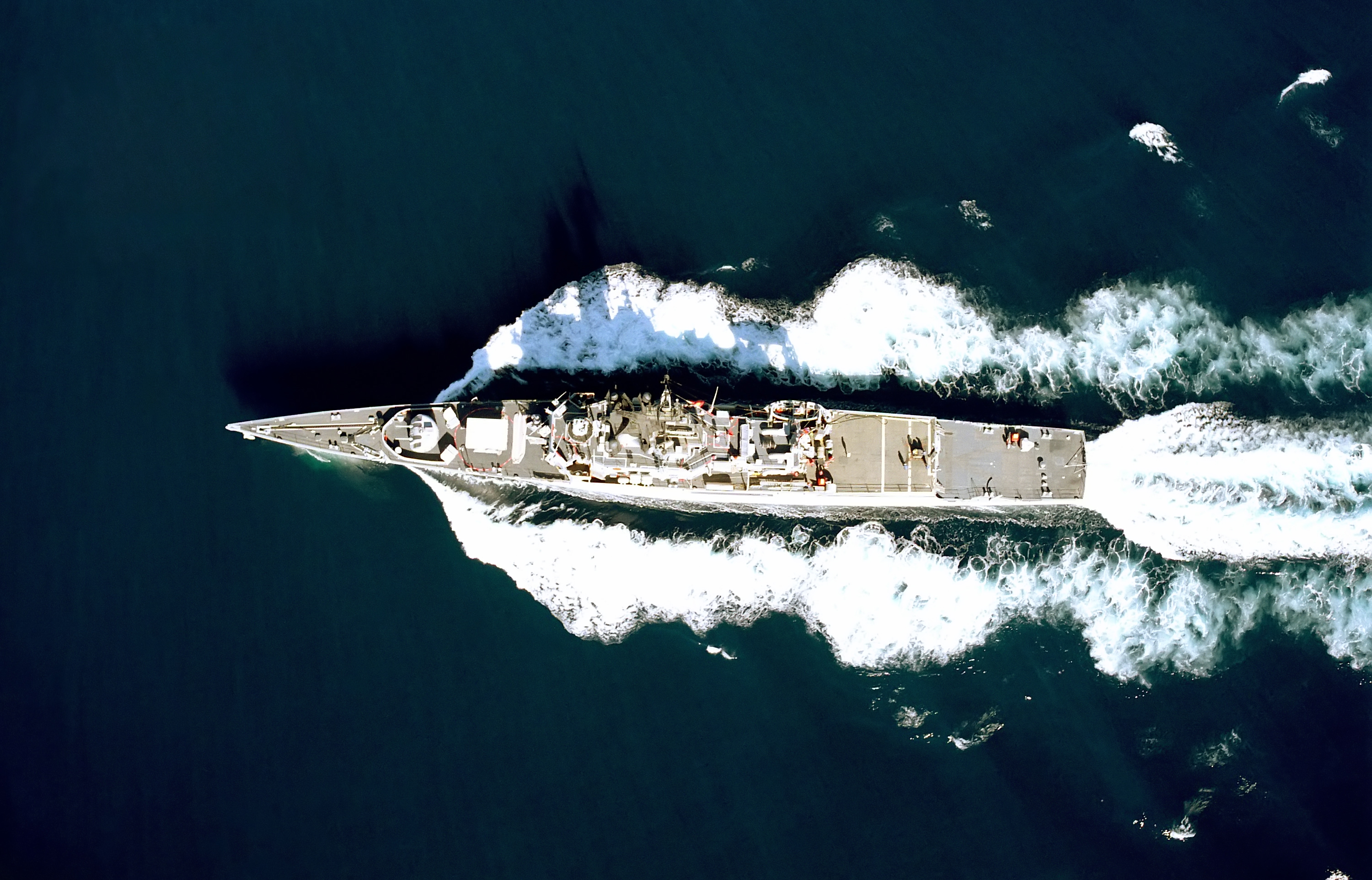
Überkopfansicht der Bronstein vor Kalifornien

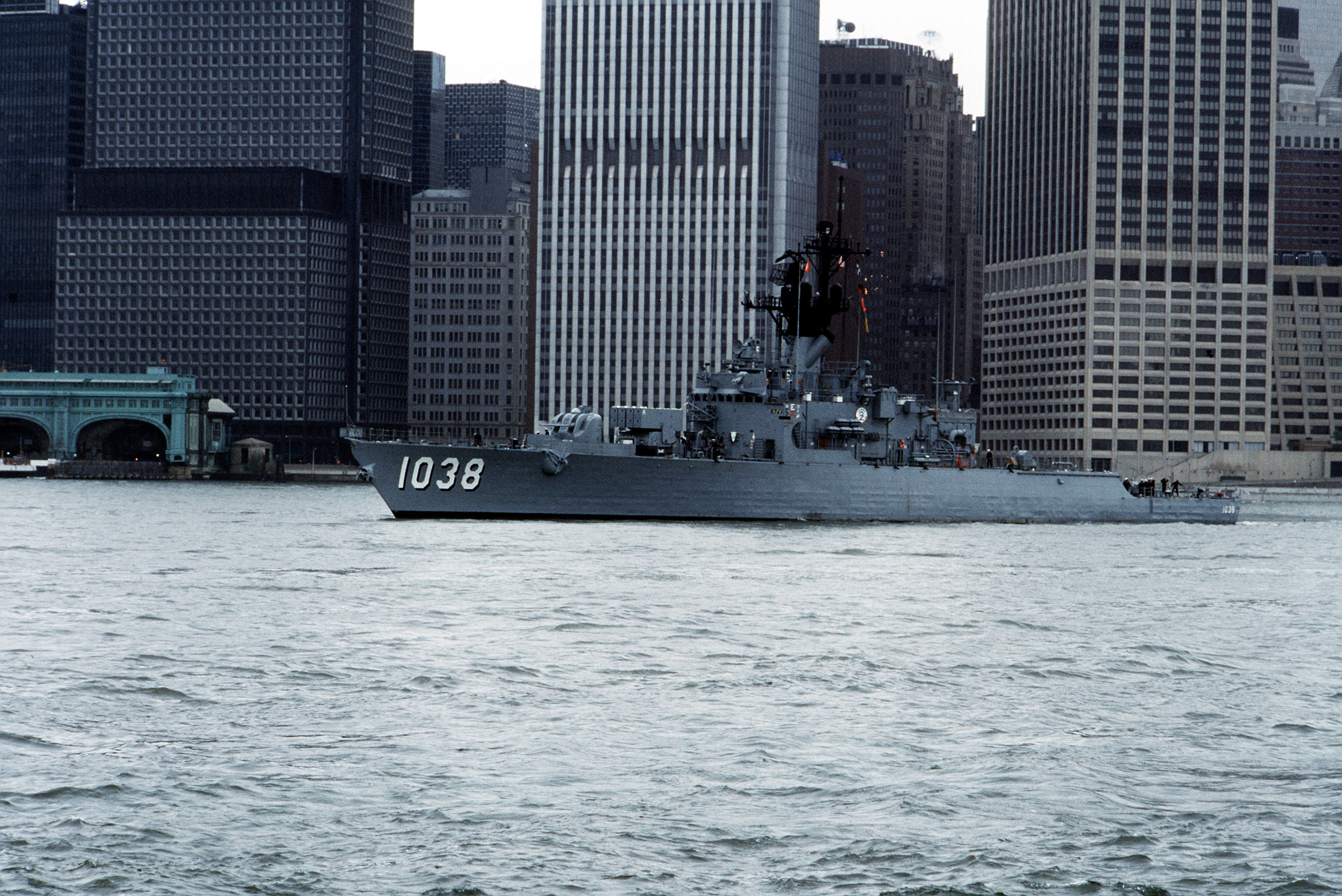
McCloy während der Fleet Week 1989 in New York City vor Battery Maritime Building und Bürohochhäusern One New York Plaza, 125 Broad Street und 55 Water Street

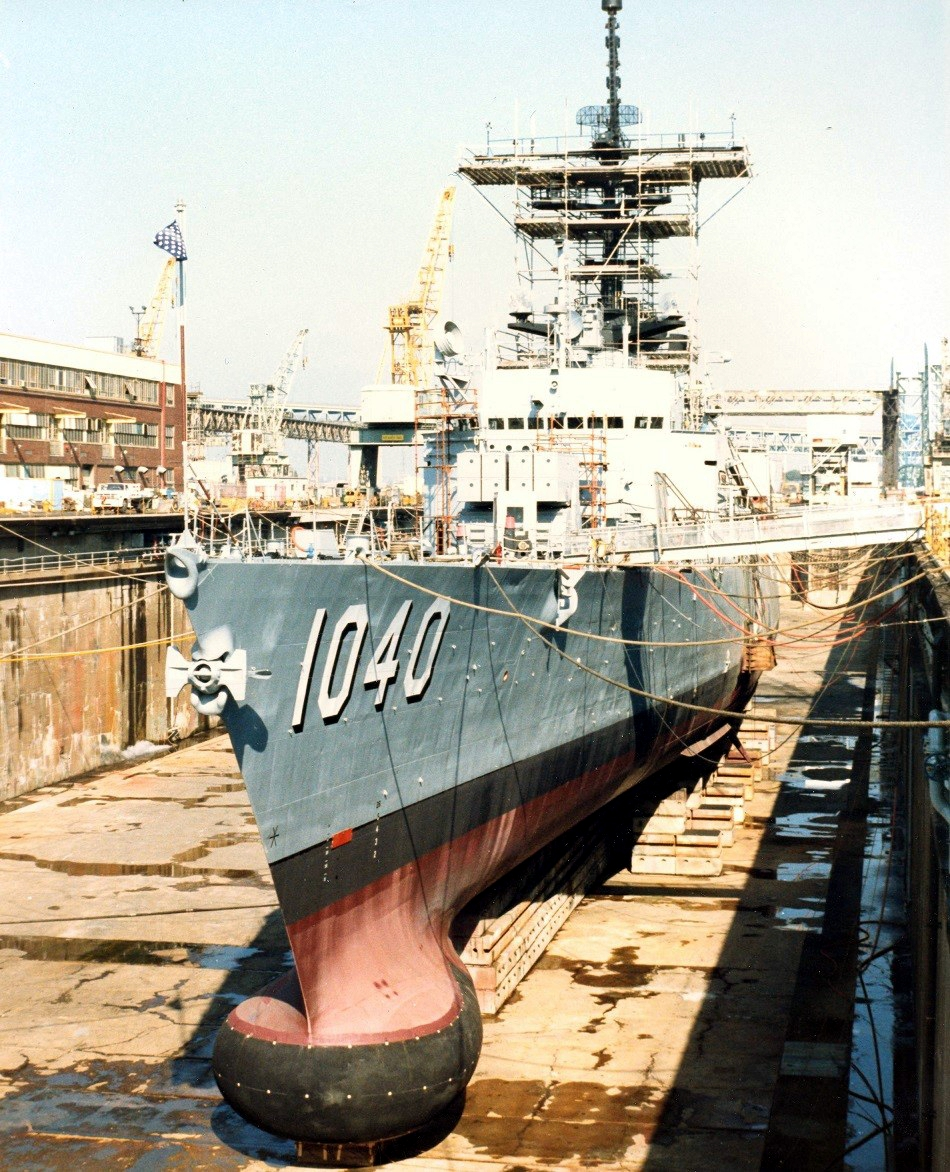
Großes Bugsonar SQS-26 am Typschiff der als Nachfolger zur Bronstein-Klasse gebauten Garcia-Klasse

### Rumpf und Antrieb
Der Rumpf einer Bronstein ist 113,2 Meter lang und 12,3 Meter breit. Bei einem Tiefgang von 7,0 Metern verdrängt sie 2.650 ts. Das vordere Drittel des spitz zulaufenden Rumpfes wird von den Sonarbetriebsräumen eingenommen, das Deckshaus erstreckt sich über das mittlere Drittel des Schiffs. Hinter dem Deckshaus befindet sich der Drohnen- und Hubschrauberlandeplatz; der dazugehörige Drohnenhangar befindet sich im hinteren Teil der Aufbauten, für die Aufnahme eines LAMPS-I-Hubschraubers war dieser aber zu klein. Der achtere Bereich des Rumpfes war nochmal abgesenkt, auf ihm befand sich zuerst ein weiteres Geschütz, später das Schleppsonar.
Der Antrieb erfolgte über eine Getriebeturbine von Westinghouse, die ihren Dampf mit 40 bar aus zwei Dampfkesseln von Foster-Wheeler erhielt. Die Leistung von 20.000 Wellen-PS wurde auf eine Welle mit einer Schraube übertragen, die Höchstgeschwindigkeit betrug 26 Knoten. Der Brennstoffvorrat betrug 480 Tonnen, bei 15 Knoten betrug die Reichweite damit 4.000 Seemeilen.

### Bewaffnung
Die Hauptbewaffnung der Bronsteins war der achtzellige ASROC-Werfer vor der Brücke. Davor befand sich ein 7,6 cm-Zwillingsgeschütz unter Vollschutz zur Flugabwehr und zum Einsatz gegen Seeziele. Bei Indienststellung befand sich achtern ein weiteres einzelnes 7,6 cm-Geschütz, das aber aus Gewichtsgründen bald entfernt wurde. Zudem verfügten die Bronsteins auf Höhe der Aufbauten auf jeder Seite über ausschwenkbare Mk 32-U-Jagd-Dreifachtorpedorohre für Mark-46-Torpedos.
Als weitere U-Jagdwaffe war eine DASH-Drohne vorgesehen, diese erwiesen sich jedoch im Einsatz als zu unzuverlässig und wurden schnell wieder außer Dienst gestellt. Die Bronsteins verfügten über nicht genug Platz, um einen bemannten Hubschrauber permanent zu stationieren, so dass U-Jagdhubschrauber nur bei Einsätzen mit Schiffen, die über Hangars verfügten, an Bord kamen.

### Elektronik
Hauptsensor der Schiffe war das SQS-26-Bugsonar, dessen Sonarwulst auch für die charakteristische Bugwelle der Bronsteins verantwortlich war. Zur Luftaufklärung verfügten sie über ein SPS-40-Radar, das Navigationsradar war ein SPS-10 von Raytheon. Als Feuerleitanlage des Zwillingsgeschützes stand ein Mark 56 mit 25 km Reichweite zur Verfügung, die Feuerleitung des ASROC-Werfers erfolgte über ein Mark 114. Mitte der 70er Jahre wurde auf dem Achterdeck ein SQR-15 TASS (Towed Array Surveillance System)-Schleppsonar installiert.